# Royaume d'Italie (1861-1946)
Pour les articles homonymes, voir Royaume d'Italie et Italie (homonymie).
 (mai 2020).
1861–1946
(85 ans, 3 mois et 1 jour)
Entités précédentes :
- Royaume de Sardaigne
- Royaume des Deux-Siciles
- Royaume de Lombardie-Vénétie (par l'intermédiaire de la France) (1866)
- États pontificaux (1870)
- Autriche-Hongrie (Trentin-Haut-Adige, Istrie, Trieste, Zadar) (1919)
- État libre de Fiume (1924)
- République sociale italienne (1945)

Entités suivantes :
- République italienne
- Vatican (1929)
- République sociale italienne (1943)
- RFP de Yougoslavie (Istrie, Zadar, Rijeka) (1947)
- Territoire libre de Trieste (1947)
- République française (Tende, La Brigue, Vallée Étroite) (1947)

Le royaume d'Italie est un ancien État ayant existé du 17 mars 1861 — date de la proclamation du royaume — au 18 juin 1946. 
Le royaume a été établi par l'unification de plusieurs États au cours d'un processus de plusieurs décennies, appelé le Risorgimento. Ce processus a été influencé par le royaume de Sardaigne, gouverné par la maison de Savoie, qui était l'un des États prédécesseurs juridiques de l'Italie.
En 1866, l'Italie déclare la guerre à l'empire d'Autriche dans une alliance avec le royaume de Prusse et, après sa victoire, reçoit la région de Vénétie où se trouve Venise. Les troupes italiennes sont entrées dans Rome en 1870, mettant fin à plus d’un millénaire de pouvoir temporel du pape. Au cours des deux dernières décennies du XIXe siècle, l'Italie est devenue une puissance coloniale et, en 1882, elle a conclu une triple alliance avec l'Empire allemand et l'Autriche-Hongrie, après de forts désaccords avec la France sur leurs expansions coloniales respectives. Bien que les relations avec Berlin soient devenues très amicales, l'alliance avec Vienne est restée purement formelle, en partie à cause du désir de l'Italie d’acquérir le Trentin et Trieste restées à l'Autriche en 1866. Par conséquent, l'Italie a accepté l'invitation des Britanniques à se joindre aux puissances alliées pendant la Première Guerre mondiale, les puissances occidentales ayant promis une compensation territoriale au détriment de l'Autriche-Hongrie pour une participation plus généreuse que celle offerte par Vienne en échange de la neutralité italienne. La victoire de la guerre donne à l’Italie un siège permanent au Conseil de la Société des Nations, mais elle ne reçoit pas tous les territoires promis. Beaucoup parleront alors de « victoire mutilée ».
En 1922, Benito Mussolini organise une marche sur Rome et devient président du Conseil. Cela inaugure la période de l'Italie fasciste. Avec les lois fascistissimes, le régime devient totalitaire, écrasant toute opposition politique tout en favorisant la modernisation économique, les valeurs traditionnelles et l'expansion territoriale. En 1929, le gouvernement italien se réconcilie avec l'Église catholique romaine par les accords du Latran. qui accordent l’indépendance à la Cité du Vatican. La décennie suivante a été marquée par une politique étrangère agressive, l'Italie ayant lancé des opérations militaires réussies contre l'Éthiopie en 1935, l'Espagne en 1937 et l'Albanie en 1939. Cela a conduit à des sanctions économiques, au départ de la Société des Nations, à une autarcie économique croissante et à la signature d'alliances militaires avec l'Allemagne nazie et l'empire du Japon.
L'Italie fasciste est entrée dans la Seconde Guerre mondiale en tant que membre de premier plan des puissances de l’Axe en 1940 et, malgré son succès initial, a été défaite en Afrique du Nord et en Union soviétique. Le débarquement allié en Sicile a conduit à la chute du régime fasciste et le nouveau gouvernement s'est rendu aux Alliés en septembre 1943. Les forces allemandes ont occupé le nord et le centre de l'Italie, établi la République sociale italienne, et ont restauré Mussolini comme dictateur. Par conséquent, l'Italie est tombée dans la guerre civile, avec l'armée royale et le mouvement de résistance en conflit avec les forces de la République sociale et ses alliés allemands. Peu après la reddition de toutes les forces fascistes en Italie, le mécontentement civil a déclenché un référendum institutionnel qui a établi une république et aboli la monarchie en 1946.

## Territoire

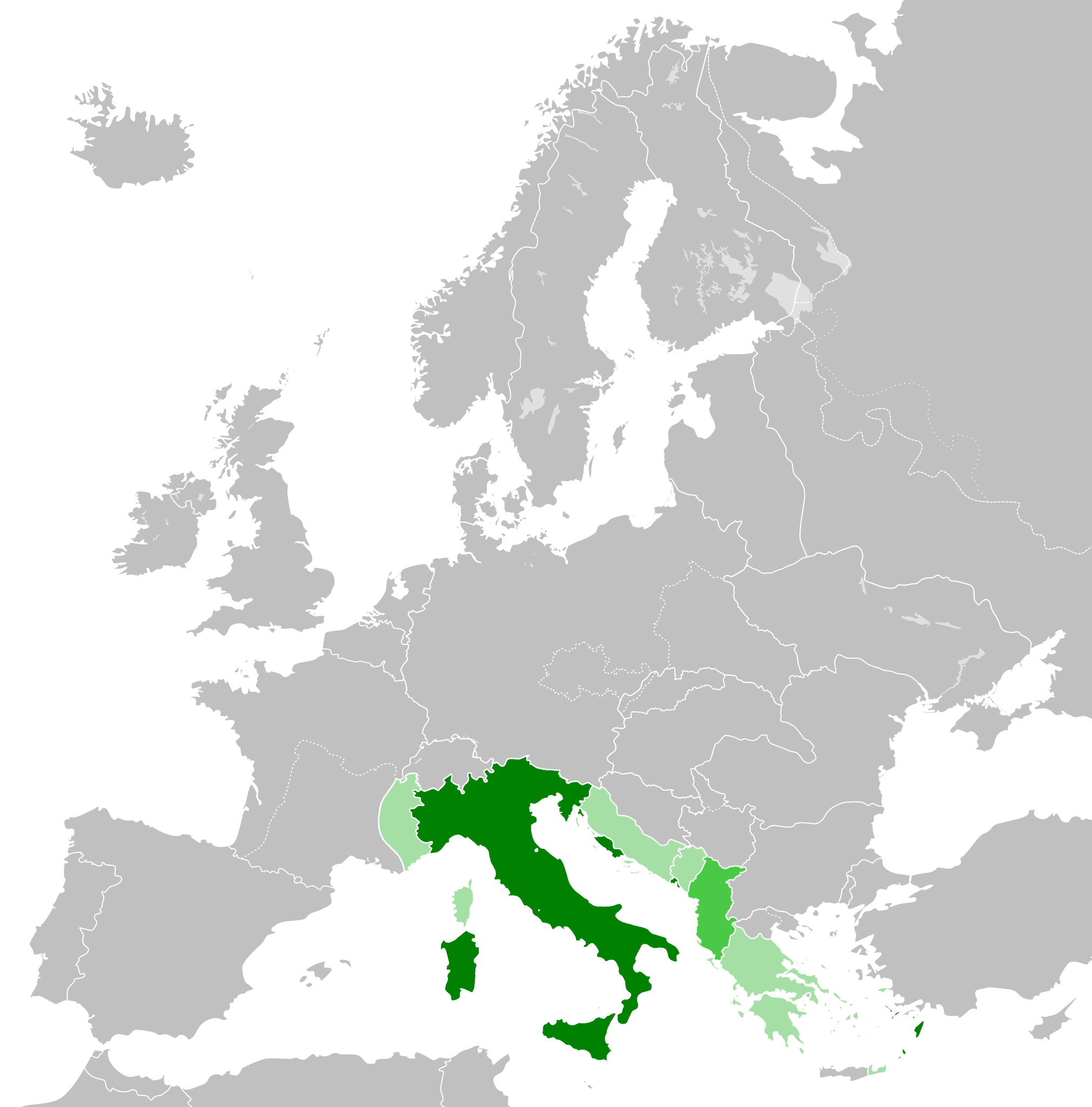
Le royaume d'Italie à son étendue maximale, en 1942 :
Royaume d'Italie (plus Dalmatie italienne)
Territoires sous protectorat
Territoires occupés militairement

Le royaume d'Italie occupait tout le territoire qu'elle occupe actuellement. Le développement du territoire du royaume progresse depuis l'unification de l'Italie jusqu'en 1870. Pendant longtemps, cependant, elle n'a possédé ni Trieste ni le Trentin-Haut-Adige, qui appartiennent aujourd'hui à l'Italie et qu'ils n'ont intégré qu'en 1919. Après les traités de Versailles et de Saint-Germain, le royaume obtint Gorizia, Trieste et l’Istrie (aujourd’hui des parties de la Croatie et de la Slovénie), une petite partie de la Dalmatie (Province de Zara et l'île de Lagosta) ainsi que très brièvement Adalia (En Turquie). Après la Seconde Guerre mondiale, les frontières de l’Italie actuelle sont fixées et le royaume abandonne ses revendications territoriales.
Le royaume d'Italie avait également des colonies et des protectorats, ainsi que des États fantoches, tels que l'Érythrée, la Somalie et l'Éthiopie, qui ont formé l'Afrique orientale italienne, la Libye ; l'Albanie, la Grèce, le Kosovo (à partir de 1941) et le Monténégro (occupé pendant la Seconde Guerre mondiale) ; une concession en Chine, à Tianjin ainsi que les îles du Dodécanèse.

## Institutions
Le Royaume d'Italie est une monarchie constitutionnelle. Le pouvoir exécutif est dévolu au roi, qui avait notamment le pouvoir de nommer le président du Conseil ainsi que les ministres. Le pouvoir législatif était partagé entre la Chambre des députés (chambre basse) et le Sénat (chambre haute). La loi fondamentale du royaume était le Statut albertin, dans la continuité du royaume de Sardaigne. Les ministres étaient seulement responsables devant le roi et non devant le Parlement.
Dans un premier temps, les députés sont élus au suffrage censitaire (vote plural) au scrutin majoritaire à deux tours dans des circonscriptions. Pour être élu au premier tour, un candidat devait obtenir au minimum 50 % des suffrages exprimés et 25 % des électeurs inscrits. Il existe en outre un Conseil d'État, doté de pouvoirs consultatifs, qui statue sur les conflits de compétence entre autorités administratives et tribunaux, ainsi que sur les litiges entre l'État et ses créanciers. Il se compose d'un président, de trois présidents de section, de 24 conseillers d'État et du personnel de service, et est nommé par le roi sur proposition du Conseil des ministres.
En 1882, la loi électorale augmente le corps électoral et impose le scrutin plurinominal majoritaire, qui est abandonné en 1892. Le suffrage universel masculin est adopté en 1912 puis le suffrage universel en 1919. Cette année-là, les élections générales ont lieu au scrutin proportionnel plurinominal. Cependant, aucune majorité ne se dégagea à la Chambre des députés. L'Italie connaît ensuite une période de troubles (Biennio Rosso) et deux autres élections sont organisées, en 1921 et 1924, les dernières selon la loi Acerbo qui accordait les deux tiers des sièges au parti arrivé en tête. C'est ainsi que le Parti national fasciste parvient à faire adopter les lois fascistissimes entre 1925 et 1926, ce qui met fin à la monarchie constitutionnelle de facto.
Entre 1925 et 1943, l'Italie est une dictature quasi fasciste de jure, le Statut albertin demeurant formellement en vigueur sans modification tandis que la monarchie acceptait formellement les politiques et institutions fascistes. En 1928, le Grand Conseil du fascisme prend le contrôle de l'administration gouvernementale et, en 1939, la Chambre des Faisceaux et des Corporations remplace la Chambre des députés.

## Le règne de Victor-Emmanuel II (1861-1878)

### La fragilité du nouvel État

Armes du royaume d'Italie entre 1861 et 1870.

Institutionnellement et juridiquement, le royaume d'Italie est un agrandissement du royaume de Sardaigne, celui-ci étant une monarchie constitutionnelle selon la lettre du Statut albertin réalisé à Turin en 1848 ; le roi nomme le gouvernement qui est responsable devant le souverain et non le parlement, il garde également ses prérogatives en matière de politique étrangère et par conséquent choisit les ministres militaires (guerre et marine). Le droit de vote est attribué, selon la loi électorale piémontaise de 1848, sur la base du recensement ; de cette manière les ayants droit au vote constituent à peine 2 % de la population. Lors des élections parlementaires de janvier 1861, sur presque 26 millions d'habitants, le droit de vote est accordé à seulement 419 938 personnes (soit 1,8 % de la population), si bien que seulement 239 583 votent ; à la fin, les votes valides se réduisent à 170 567 personnes dont 70 000 sont des employés de l’État, 85 princes, ducs et marquis sont élus, 28 officiers, 78 avocats, médecins et ingénieurs.
Les bases du nouveau régime sont donc extrêmement étroites et lui confèrent une grande fragilité. Les particularismes des nouvelles masses populaires face au nouvel État se manifestent par une série de soulèvements, révoltes, jusqu'à une guérilla populaire dénommée brigandage, qui concerne les provinces méridionales (1861 – 1865), que l'armée mate par une répression impitoyable. Une autre raison est la fuite des capitaux du sud vers le nord avec le désastre économique et social que l'on a nommé « question méridionale ». L'hostilité de l'Église catholique et du clergé envers le nouvel État se renforce après 1870 et la prise de Rome (question romaine).

### Les problèmes de l'Italie unifiée
Le problème majeur du nouveau royaume est la situation dans le Sud (l'ancien royaume des Deux-Siciles). Depuis l'annexion piémontaise, il y règne une très grande pauvreté.
L'Italie du Sud est le domaine de la grande propriété latifundiaire. Les propriétaires, souvent des nobles vivant de la rente foncière et habitant les nombreuses villes, confient la gestion de leurs domaines à des régisseurs, les gabelloti. Ceux-ci, aidés par des caporali, exploitent une main d'œuvre abondante et misérable d'ouvriers agricoles, les braccianti (dans les Pouilles, 60 % des paysans sont des ouvriers agricoles). Ces journaliers sont soumis à l'arbitraire de l'embauche quotidienne, aux taux usuraires par lesquels ils doivent rembourser les avances en nourriture ou en semences (souvent plus de cent pour cent). Totalement illettrés, ils vivent dans des taudis et sont la proie des maladies endémiques de la région, la malaria et la pellagre. De plus, la fin des frontières intérieures met en grandes difficultés les entreprises de l'ancien royaume des Deux-Siciles qui produisent pour le marché local, à l'abri de tarifs protectionnistes. Les capitaux rares en Italie ne s'investissent plus dans le Sud de la péninsule, qui est abandonné à sa situation. Le Sud sera un des principaux foyers de l'émigration italienne dans la fin du XIXe siècle et du début du XXe siècle alors que c'était l'exact contraire lorsque le royaume des Deux-Siciles était encore indépendant.
Le nouvel État doit également faire face à une situation financière catastrophique. Le financement du Risorgimento a plombé les finances de l'État sarde (création d'une armée moderne par Cavour et la Marmora), ainsi que le coût des campagnes militaires en Italie et de la participation sarde à la guerre de Crimée. Malgré la pression fiscale qui passe de 82 millions de lires en 1850 à 145 millions en 1858, le gouvernement sarde ne dispose pas des ressources suffisantes. La dette publique s'est envolée de 420 millions de lires en 1850 à 725 millions en 1858. En 1866, le déficit budgétaire est de 721 millions de lires. La vente des biens de certaines congrégations religieuses au profit de l'État, qui a permis de limiter les besoins financiers, se termine vers 1867. Il faut donc en permanence recourir à l'emprunt auprès de banquiers étrangers (Rothschild, Barings, Hambros Bank…). Déjà en 1866, pour éviter la banqueroute, la convertibilité des billets en or est suspendue. Le royaume d'Italie, héritier du royaume de Sardaigne, naît donc avec un passif important. L'instauration du service militaire obligatoire en 1872 ne fera qu'aggraver la situation.
Le royaume d'Italie paraît isolé en Europe. Il s'est éloigné de la France, l'allié traditionnel qui a grandement aidé l'Italie à réaliser son unification. La volonté de Napoléon III de conserver à tout prix le pouvoir temporel du pape Pie IX sur Rome, a aliéné la sympathie des Italiens envers la « grande sœur latine ». L'Italie a aussi des griefs contre le voisin autrichien. Pour les patriotes italiens ce dernier détient toujours des territoires qu'ils considèrent comme italiens, le Trentin et Trieste (les terres irrédentes). Quant à la Prusse, le récent allié dans la guerre de 1866 contre les Autrichiens, sa sortie du conflit pendant les opérations militaires désastreuses pour les Italiens lui vaut une grande méfiance.

### La vie politique dans l’Italie unifiée
Le royaume d'Italie est une démocratie censitaire caractérisée par la faiblesse du corps civique, le clientélisme et les ministères de coalition.
Peu d'Italiens participent à la vie politique. Le pape Pie IX, depuis la perte de son pouvoir temporel en 1870, interdit aux catholiques italiens, c’est-à-dire à toute la population, de prendre part à la vie politique comme électeurs et comme élus, c'est le non expedit. Même si ses successeurs Léon XIII et Pie X se montrent plus conciliants, et que nombre de catholiques ignorent les directives papales, ce n'est qu'à partir de 1904 que les catholiques intègrent la vie politique. Le corps civique est aussi réduit par les conditions d'accès au droit de vote. En 1871, il faut être un homme de plus de 25 ans et payer 40 lires de cens (environ 40 francs de l'époque) pour être électeur, ils ne sont que 550 000 sur 27 millions d'habitants. En 1882, les conditions sont assouplies, le cens est abaissé à 19,80 lires, les alphabétisés peuvent s'inscrire. Il y a désormais 1 million d'électeurs et l'influence des villes augmente dans la vie politique. En 1912, les illettrés de plus de 30 ans deviennent électeurs, le corps électoral passe alors à 8,7 millions pour une population de 36 millions d'habitants. Il n'empêche que l'abstention est particulièrement forte (65 % des inscrits à Rome en 1913).
Le personnel politique italien a dû se former rapidement. Avant 1860, seul le royaume de Sardaigne a une vie politique « démocratique » ; ailleurs en Italie, les souverains et leurs gouvernements ne permettent pas l'émergence d'une élite politique qui mettrait leur pouvoir très autoritaire en péril. « L'Italie est faite, maintenant il faut faire les Italiens », écrit Massimo d'Azeglio. La récente unification peine à masquer les forts particularismes générés par des siècles de vie séparée où chaque petite élite locale jouissait de privilèges. Après l'échec de la première guerre d'indépendance en 1849, le royaume de Sardaigne a recueilli nombre de patriotes menacés (octroi de la nationalité sarde en septembre 1849). Des non-Sardes sont devenus ministres (le Vénitien Pietro Paleocapa, le Bolonais Luigi Carlo Farini, le Lombard Casati sont des collaborateurs de Cavour). Une fois l'unification réalisée le Piémont place partout des fidèles et dans les régions on se plaint de la « piémontisation » de l'administration et de la vie politique qui restreint l'emploi des élites locales. Le sentiment particulariste et pro-bourbonnien est encore très vivace dans le Sud (ancien royaume des Deux-Siciles, l'autre « grand » d'avant l'unification). On ne peut parler de partis politiques, mais de regroupements clientélistes animés par un représentant. On pratique la « combinazione » des manœuvres de couloirs et le « replâtrage », où un nombre restreint de personnalités, passant d'un portefeuille à l'autre, monopolisent le pouvoir. L'absentéisme est d'ailleurs très répandu, puisque, avant 1912, faute d'une indemnité de fonction, les parlementaires doivent exercer une activité professionnelle.

### Les gouvernements de la droite historique (1861-1876)
Pour faire face à ces difficultés, la droite historique gouverne de 1861 à 1876 et regroupe les « héritiers » de Cavour, expression de la bourgeoisie libérale-modérée. Ses membres sont surtout de grands propriétaires terriens et industriels, ainsi que des militaires (Bettino Ricasoli, Quintino Sella, Marco Minghetti, Silvio Spaventa, Giovanni Lanza, Alfonso La Marmora, Emilio Visconti-Venosta). Elle est volontiers anti-cléricale (vu la position de la papauté). Les hommes de la droite affrontent les problèmes du pays avec énergie : ils étendent à toute la péninsule l'organisation législative piémontaise, adoptent un système très centralisé, laissant de côté les projets d'autonomie locale (Minghetti) sinon de fédéralisme ; ils appliquent une onéreuse taxation sur les biens de consommation qui touche surtout les classes les moins aisées afin de combler le déficit public. Ils s'opposent également à une extension du droit de vote, créent le service militaire obligatoire (1872), suppriment les ordres religieux et favorisent le développement économique, en particulier le chemin de fer en lui apportant une aide de l'État.
Avec leur conception élitiste de l'État, ils contribuent à élargir le fossé entre la population et son gouvernement ; de surcroît, ils se désintéressent des conditions des classes populaires et du Sud, qui restent dans une grande condition de pauvreté et de retard.
En politique extérieure, les hommes de la droite historique sont absorbés par les problèmes de la finalisation de l'unité italienne ; la Vénétie est annexée au royaume d'Italie après la troisième guerre d'Indépendance. En ce qui concerne Rome, la droite cherche à résoudre la question par voie diplomatique, mais elle est contrainte d'affronter l'opposition du pape, de Napoléon III et de la gauche, qui tente la voie insurrectionnelle (tentatives de Giuseppe Garibaldi, 1862 et 1867). En 1864, la France, par la convention de septembre, impose à l'Italie le transfert de la capitale de Turin vers une autre ville et le choix se porte sur Florence, suscitant l'opposition des Turinois. En 1870, Rome est conquise et devient capitale de l'Italie l'année suivante. Le pape, se sentant agressé, se proclame prisonnier et lance des attaques virulentes contre l’État italien, provoquant à son tour par réaction une campagne laïque et anticléricale de la part de la gauche. Le gouvernement règle unilatéralement les rapports État-Église par la loi des Garanties. Le pape repousse la loi et interdit aux catholiques de participer à la vie politique du royaume selon la formule « ni élu, ni électeur » (non expedit).
Après avoir obtenu une majorité importante aux élections de 1861, la droite voit se réduire progressivement ses accords, bien que conservant la majorité. En 1876, le déficit public est résorbé mais de graves problèmes subsistent : les différends entre la population et les institutions, le recul économique et social, les déséquilibres territoriaux. Un vote parlementaire provoque la chute du gouvernement de Marco Minghetti, et la prise de fonction du Premier ministre Agostino Depretis, chef de la gauche historique. C'est la fin d'une époque, quelques mois après, Victor-Emmanuel II meurt, Humbert Ier lui succède.

## Le règne d’HumbertIer(1878-1900)
En 1876, la gauche se présente aux élections avec un programme protectionniste. Elle se fait le porte-voix des revendications contre la droite historique. Avec la crise économique en Europe (1873), la misère des journaliers augmente, ce qui provoque des grèves agricoles.
La « gauche » regroupe les anciens mazziniens et garibaldiens qui, oubliant les idées républicaines de leur jeunesse, ont rallié la monarchie patriotique incarnée par la maison de Savoie. Le roi Humbert Ier la soutient, afin de contrecarrer la progression des socialistes qui s'organisent à partir de 1891 et obtiennent 10 % des voix en 1897. Très anticléricale, elle veut ancrer la démocratie en Italie en faisant participer au pouvoir la petite bourgeoisie (réforme électorale de 1882) en développant l'instruction primaire qui devient obligatoire en 1877 (avec effets très lents).
Agostino Depretis, un avocat lombard fortuné, forme un gouvernement qui, en plus de l'appui de la gauche dont il fait partie, s'appuie sur une partie de la droite, celle qui a participé à la chute du gouvernement Minghetti. Il dirige le gouvernement de 1876 à 1887. Sur le plan politique, Depretis cherche sans arrêt des compromis avec l'opposition donnant naissance à une démarche politique : le transformisme (équivalent de l'opportunisme des républicains français de la même époque).
Sur le plan économique, l'Italie s'engage dans le protectionnisme en rompant également son traité de commerce avec la France et se lance dans une guerre douanière. Les achats de produits agricoles français sont réduits, et les prix des produits manufacturiers augmentent ce qui aggrave les difficultés des entreprises et de la population. L’industrie est cependant le secteur privilégié du gouvernement : en opposition avec la droite, elle se libère de la dépendance étrangère et prévient les conflits sociaux. Le gouvernement développe les infrastructures et fournit des aides à certains secteurs. La production industrielle augmente mais il manque toujours une conjoncture internationale favorable, un marché national et un système bancaire adapté. Il y a surtout une forte collusion entre le pouvoir économique et le pouvoir politique. Certains économistes diront que l'économie est un procédé artificiel produit par l'économie étatique et non de la libre initiative privée.
L'Italie développe l'armée et la marine et se rapproche de l'Autriche et de l'Allemagne avec lesquelles un traité d'alliance (la Triplice) est signé en 1882. La France l'ayant écartée de la mainmise sur la Tunisie (protectorat français en 1881), l'Italie conquiert l'Érythrée entre 1882 et 1885.
Francesco Crispi est le chef du gouvernement en 1887-1891 et 1893-1896. Avocat napolitain, ancien garibaldien, il est très autoritaire et souhaite faire retrouver à son pays sa gloire passée. Il combat l'irrédentisme pour se concilier l'allié autrichien ; il lutte contre les fasci de travailleurs pauvres, ces 300 000 paysans du Sud, qui demandent la fin de la propriété latifundiaire et le partage des terrains communaux. Il poursuit l'œuvre coloniale de son prédécesseur. Profitant des rivalités entre chefs rivaux qui se disputent le pouvoir en Éthiopie, l'Italie soutient le ras Ménélik II, qui devient négus. L'Italie considère l'Éthiopie comme un protectorat, mais échoue dans la conquête après la désastreuse bataille d’Adoua (4 000 soldats tués), qui contraint Crispi à la démission. Comme consolation l'Italie, conquiert la Somalie voisine (1896-1898). C'est le début de la grande vague d'émigration des Italiens. Les mouvements sociaux prennent de l'ampleur et du 6 au 9 mai 1898, Milan s'insurge, il y a plus de 100 morts. En 1899 et 1900, des décrets suspendent les libertés publiques. Cependant, le 29 juillet 1900, le roi Humbert Ier est assassiné à Monza par un anarchiste.

## Règne de Victor-Emmanuel III (1900-1944)

### L’Italie de la «Belle Époque»
Dans la décennie précédant la Première Guerre mondiale, l'Italie est gouvernée par le centre, se développe économiquement, se crée un empire colonial, mais est marquée par une explosion de l'émigration et une forte effervescence nationaliste, preuves que tous les problèmes italiens ne sont pas résolus.
La vie politique est dominée par la figure de Giovanni Giolitti. Il symbolise l'arrivée au pouvoir d'hommes n'ayant pas participé au Risorgimento. Il est le président du Conseil des ministres de fait, et souvent en titre, entre 1901 et 1914. Giolitti pratique la corruption et les pressions électorales pour disposer d'une majorité. Ce Piémontais est très modéré, et réformateur pour limiter les progrès des socialistes. Il fait voter des lois sociales sur les accidents du travail, le travail des femmes et des enfants, le repos hebdomadaire et les caisses d'assurances ouvrières. Pour améliorer la situation des paysans il favorise le développement du crédit agricole et des banques rurales. Des travaux de reboisement et d'ouverture de chemins vicinaux, le drainage partiel des Marais pontins sont entrepris pour désenclaver le monde rural et donner du travail aux paysans sous-employés. Cette politique réformiste lui permet de débaucher une partie des députés socialistes (qui seront d'ailleurs exclus sur proposition de l'extrême-gauche du parti conduite par Mussolini). Pour renforcer le centrisme, en 1904, il obtient du pape un assouplissement du non expedit, les catholiques peuvent alors participer aux élections locales. En 1913, le pape Pie X autorise la participation aux élections législatives. En 1912, la loi établissant le suffrage « universel » masculin est votée.
Après le retrait de Crispi, l'Italie se rapproche de la France. En 1898, elle obtient un statut spécial pour les Italiens de Tunisie ; en 1898, un nouveau traité de commerce est signé. Cependant l'Italie renouvèle son alliance (la Triplice) avec l'Allemagne, et l'Autriche en 1902, 1907 et 1912. Pour faire oublier la défaite d'Adoua de 1896, et faire face à l'énorme pression démographique (l'Italie a presque autant d'habitants que la France sur un territoire moitié moins grand et peu favorable en maintes régions) l'Italie renoue avec l'expansion coloniale. Si les socialistes italiens s'opposent à la politique coloniale, Corradini et D'Annunzio se font les chantres de l'aventure outre-mer (c'est l'idée de « nation prolétaire » de D'Annunzio qui dans la Nef en 1908 interpelle son pays : « Arme ta proue et fait voile vers le monde. » En 1911, l'Italie attaque les Turcs dans leur possession de Libye, pour faire pression les Italiens occupent les îles du Dodécanèse en mer Égée. Au traité de Lausanne, la Turquie, par ailleurs en guerre dans les Balkans, cède la Libye à l'Italie, qui garde le Dodécanèse. En Albanie, créée en 1913, l'Italie dispute l'influence à l'Autriche. L'Albanie assure le contrôle de la mer Adriatique et du port, alors autrichien, de Trieste. Cette politique crée des tensions dans la Triplice, et peut expliquer la neutralité italienne dans les premiers mois de la Première Guerre mondiale.
Au début du XXe siècle, l'Italie connaît un bel essor économique. Le revenu annuel par habitant passe de 324 lires pour 1891-1896 à 523 lires pour 1911-1916. Jusqu'alors handicapée par l'absence de charbon, elle peut désormais utiliser l'énergie électrique fournie par les centrales hydrauliques installées sur l'Adda et la Tessin. Le nord de la péninsule, qui déjà regroupe la plus grande partie de l'industrie, est le grand gagnant ; il bénéficie en outre, de l'ouverture de nouveaux tunnels dans les Alpes qui le relient mieux à la France et à la Suisse (tunnel du Simplon en 1906). Milan et le port de Gênes se développent. Les chemins de fer progressent (le kilométrage est multiplié par deux entre 1890 et 1914 (il y a alors 17 000 km de voies ferrées). La métallurgie anime les ports de Gênes et de Venise (avec du charbon anglais). Les usines automobiles FIAT sont créées en 1898 à Turin. Milan devient un grand centre textile (en particulier dans la soierie). Les industries alimentaires se développent. L'Italie se joint au peloton des pays industrialisés. L'industrie regroupe près de 27 % de la population active en 1914. Cette floraison d'usines modernes en grandes unités regroupant un grand nombre d'ouvriers facilite la propagande syndicale et socialiste (le parti socialiste des travailleurs a été fondé en 1893). Le mouvement anarchiste trouve là un terreau favorable (après son père assassiné en 1900, le roi Victor-Emmanuel III est blessé par un anarchiste le 14 mars 1912). L'agriculture reste l'activité principale avec 54 % des actifs. La surface cultivée est agrandie par des défrichements, des drainages, des bonifications. Mais l'outillage reste archaïque faute de capitaux. La production de blé et de vin est doublée entre 1890 et 1914. Cependant l'extrême pauvreté sévit toujours dans les campagnes surtout celles du Sud où là mafia toujours présente « fait » bien souvent les élections.
L'émigration va s'amplifiant : en 1880, 165 000 Italiens quittent le pays, ils sont 540 000 en 1901 et 872 000 en 1913. Pour 80 % ce sont des hommes. Il y a une émigration temporaire de quelques années vers l'Allemagne, l'Autriche et la France. Ces émigrants deviennent terrassiers, mineurs, journaliers agricoles. Chaque année, ils envoient des fonds à leur famille restée au pays, puis ils reviennent. Il y a aussi une émigration définitive vers la Tunisie et l'est algérien, vers les États du Nord-Est des États-Unis et vers la Californie. Les Italiens émigrent aussi vers le Mexique, le Brésil et l'Argentine. Entre 1906 et 1910, deux millions d'Italiens s'établissent aux États-Unis. Si cette émigration permet d'atténuer la pression démographique et compense le peu d'intérêt pour le peuplement des récentes colonies italiennes, cette hémorragie prive la péninsule de ses forces vives.
À la veille de la Première Guerre mondiale, l'Italie est un pays dont l'économie s'améliore mais reste fragile.

### La Première Guerre mondiale
Dans les années qui précédent la guerre, l'Italie intensifie ses rapports avec la France et le Royaume-Uni, bien qu'elle soit membre de la triple alliance qui est un traité défensif avec l'Allemagne et l'Autriche-Hongrie. Elle est consciente de ne pouvoir obtenir le soutien de l'Autriche, l'ennemi historique, pour l'expansion de son territoire vers le Trentin-Haut-Adige, Trieste, Istrie et la Dalmatie.
Peu de jours avant la déclaration de la guerre, le 3 août 1914, le gouvernement conservateur d'Antonio Salandra déclare que l'Italie ne prendrait pas part au conflit, en vertu du caractère défensif du traité, si l'attaque provenait de l'Autriche-Hongrie.
Le 26 avril 1915, au terme d'une longue négociation, Sidney Sonnino signe le pacte de Londres (sans l'approbation du parlement) qui contient la promesse qu'en cas de victoire, Trente et le territoire jusqu'au Brennero, les villes de Gorizia, Trieste et Gradisca d'Isonzo, l'Istrie (à l'exclusion de Fiume) jusqu'à la baie de Kvarner et une partie de la Dalmatie seraient donnés à l'Italie. En outre s'ajoutent les accords sur la souveraineté sur le port albanais de Vlora, la province de Adalia en Turquie, et une partie des colonies allemandes en Afrique.
Le 3 mai, l'Italie se désengage de la triplice et dans les jours qui suivent, Giovanni Giolitti et le parlement combattent la dernière bataille pour sauver l'Italie du conflit pendant que les nationalistes manifestent pour l'entrée en guerre de l'Italie. Elle entre donc en guerre le 23 mai 1915 par l'appui de deux forces extra-parlementaires : la couronne qui appuie l'initiative du pacte de Londres et la violence des interventionnistes, ce qui contribua à délégitimer l'institution parlementaire. Après trois ans de sanglants combats, la guerre contre l'Autriche-Hongrie est finalement gagnée lors de la bataille de Vittorio Veneto ; les Autrichiens se rendent officiellement le 4 novembre 1918.
L'Italie a aussi très mal vécu le traité de Versailles et a parlé de « victoire mutilée » car les Alliés n'ont pas respecté les promesses faites durant le conflit concernant l'attribution des territoires.
La guerre coûte beaucoup à l'Italie : 5 615 000 hommes mobilisés, 650 000 morts, 947 000 blessés et 600 000 disparus ou prisonniers ; la gigantesque dépense engagée par l'État pour financer la guerre constitue une dette soldée seulement dans les années 1970. L'acquisition du Trentin-Haut-Adige, de Trieste et de l'Istrie, territoires à majorité italophone sont bien peu de chose face à la profonde crise économique et sociale de l'après-guerre et qui portera à de graves tensions sociales qui s'exprimeront par le biennio rosso d'abord suivi du fascisme.

### La période fasciste
En raison de la crise économique et politique qui suit la guerre, l’Italie connaît une série d’agitations sociales et les gouvernements libéraux, trop faibles, ne sont pas en mesure de les contrôler. Dans le pays, il y a la crainte d’une révolution communiste comme celle de la Russie et la noblesse craint d’être destituée par les idées libérales et socialistes. Ces raisons historiques conduisent à l’affirmation d’idéologies autoritaires qui soutenues par la monarchie permettent l’ascension du fascisme.
Au cours de cette période (1922-1943) nommé ventennio, Victor-Emmanuel III accepte tout, le coup d’État que constitue la marche sur Rome alors qu'il a la possibilité de faire intervenir la troupe comme le lui conseillent certains ministres, les lois raciales fascistes, le simulacre d’opposition parlementaire et la mainmise du Grand Conseil du fascisme sur toutes les questions importantes, même constitutionnelles.
L’alliance de l'Italie avec l’Allemagne nazie conduit le pays à entrer dans la Seconde Guerre mondiale. Le manque de moyens militaires du pays aboutit à une série de désastres : l’Empire colonial italien en Afrique est démantelé lors des campagnes d’Afrique. Le pays connaît une crise économique sans précédent. En 1943, les Alliés débarquent en Sicile, marquant le départ de la campagne d’Italie. Toute la politique de Victor-Emmanuel III va être axée vers la sauvegarde de la monarchie : il révoque Benito Mussolini le 26 juillet 1943 puis accepte l'armistice de Cassibile le 3 septembre. Les Allemands réagissent et réinstallent ce dernier au pouvoir en tant que chef de la République sociale italienne (RSI). La famille royale et le gouvernement de Pietro Badoglio se réfugient dans le Sud. Le royaume d’Italie, qui a déclaré la guerre aux Allemands qui occupaient la partie nord de la péninsule, est en situation de guerre civile et ravagée par le conflit. Victor-Emmanuel III cède ses prérogatives royales à son fils le prince Humbert, le 4 juin 1944.

## Lieutenance générale et règne de Humbert II (1944-1946)
Le prince Humbert signe le 27 juillet 1944 le décret législatif 151/1944 de lieutenance, qui établit qu'« après la libération du territoire national, les formes institutionnelles » seront le « choix du peuple italien, et pour cela » serait élue « au suffrage universel, une assemblée constituante pour délibérer de la nouvelle constitution de l'État » et pour la première fois, les femmes accèdent au droit de vote.
Le 9 mai 1946, un mois avant le déroulement du référendum institutionnel qui devait décider entre une monarchie et une république, Victor-Emmanuel III abdique et s'exile, son fils devenant le roi Humbert II. Les membres des partis de gauche et les républicains dénoncent la violation du traité que constitue la lieutenance générale alors que le président du Conseil Alcide De Gasperi essaye de minimiser l'ampleur du changement, les Savoie espérant par cette opération influencer le résultat du vote.
Le 15 mai 1946, Humbert II promulgue le statut de région autonome de la Sicile, ce qui est une première en Italie.
Le 2 juin, le référendum a lieu et le 10 la Cour de cassation donne lecture des résultats du référendum, la république obtient 12 717 923 (54,26 %) voix contre 10 719 284 à la monarchie.
Dans la nuit du 12 au 13 juin 1946, en raison des désordres à Naples et dans l'impossibilité d'obtenir un accord avec Humbert II qui souhaite attendre les résultats officiels du 18 juin, le conseil des ministres proclame l'instauration d'un régime transitoire sous l'autorité du président du Conseil Alcide De Gasperi.
Le 13 juin Humbert II s'exile, mettant fin à la monarchie italienne.
Avec l'entrée en vigueur de la constitution républicaine du 1er janvier 1948, l'exil de Humbert II de Savoie devient une loi constitutionnelle et dont l'application ne prendra fin qu'en 2002 après une loi de révision constitutionnelle.

## Cartes

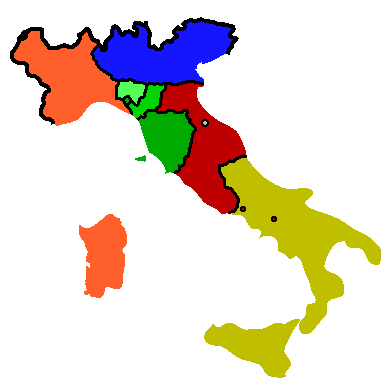
Les États italiens en 1859 : en orange, le royaume de Sardaigne ; en jaune, le royaume des Deux-Siciles ; en rouge, les États pontificaux ; en bleu, le royaume lombard-vénitien et en vert le grand-duché de Toscane, le duché de Parme ainsi que celui de Modène et Reggio.
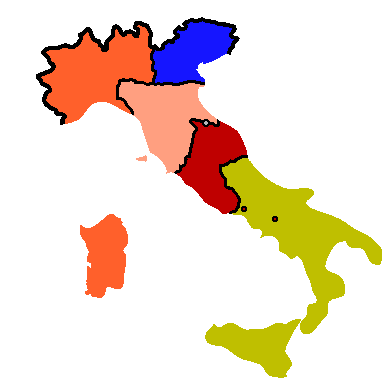
Le royaume de Sardaigne (en orange) en 1860 après l'annexion de la Lombardie, du grand-duché de Toscane, des duchés émilien et de la Romagne pontificale.
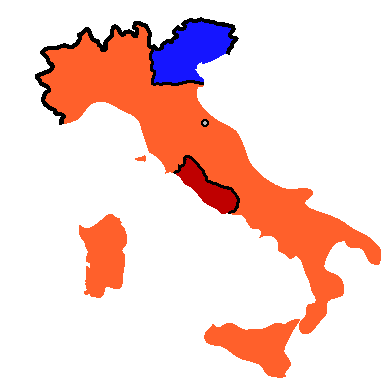
Le royaume de Sardaigne après l'expédition des Mille, puis renommé en royaume d'Italie (1861).
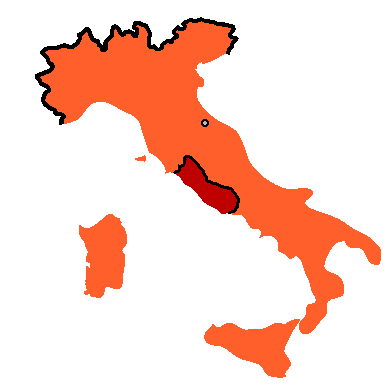
Le royaume d'Italie en 1866 après la troisième guerre d'indépendance.
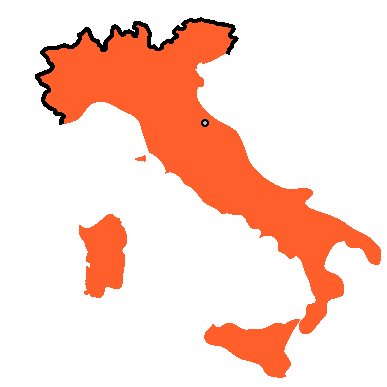
Le royaume d'Italie en 1870 après la conquête de Rome.
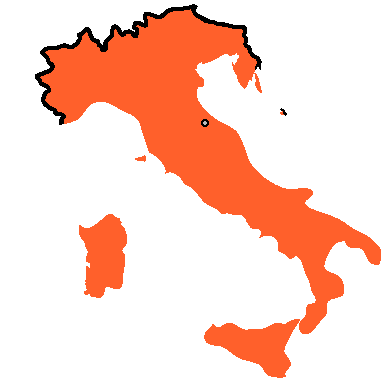
Le royaume d'Italie en 1919 après la Première Guerre mondiale.
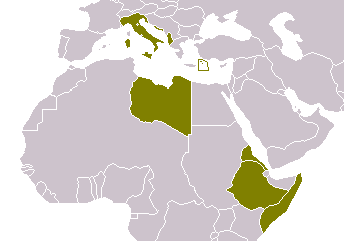
L'Empire italien en 1940.
Italie lors de la guerre civile italienne

## Armoiries

Armoiries du royaume d'Italie entre 1861 et 1870.
Armoiries du royaume d'Italie entre 1870 et 1890.
Petites armoiries du royaume d'Italie entre 1929 et 1944 (période fasciste).
Grandes armoiries du royaume d'Italie entre 1929 et 1944 (période fasciste).
Petites armoiries du royaume d'Italie entre 1890 et 1927, et 1944 et 1946.
Grandes armoiries du royaume d'Italie entre 1890 et 1929, et 1944 et 1946.